# ジフェニルジクロロメタン
ジフェニルジクロロメタン (Diphenyldichloromethane) は、化学式 (C6H5)2CCl2 で表される有機化合物である。無色の固体で、他の有機化合物の先駆体として用いられる。

## 合成
無水塩化アルミニウムを触媒として、四塩化炭素とベンゼンの二重フリーデルクラフツ反応によるアルキル化で調製される。あるいは、ベンゾフェノンを五塩化リンで処理する。
(C6H5)2CO + PCl5 → (C6H5)2CCl2 + POCl3

## 反応
ジフェニルジクロロメタンは、加水分解するとベンゾフェノンになる。
(C6H5)2CCl2 + H2O → (C6H5)2CO + 2 HCl
テトラフェニルエチレン、ジフェニルメタンイミン塩酸塩、無水安息香酸
の合成に用いられる。